# Сотницкое (Днепропетровская область)
Сотницкое (укр. Сотницьке) — село,
Петриковский поселковый совет,
Петриковский район,
Днепропетровская область,
Украина.
Код КОАТУУ — 1223755105. Население по переписи 2001 года составляло 98 человек .

## Географическое положение
Село Сотницкое находится на правом берегу реки Орель (новое русло),
ниже по течению на расстоянии в 2,5 км расположено село Елизаветовка.